# Wopławki
Wopławki (Duits: Woplauken of Woplaucken) is een dorp in de Poolse woiwodschap Ermland-Mazurië. De plaats maakt deel uit van de gemeente Kętrzyn en telt 750 inwoners.